# Jean François Boissonade de Fontarabie

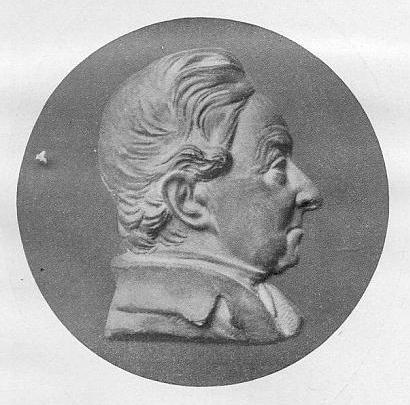
Jean François Boissonade de Fontarabie.

Jean François Boissonade de Fontarabie (12 de agosto de 1774 - 8 de septiembre de 1857) fue un investigador clásico francés.

## Biografía
Nació en París. En 1792 pasó al servicio público bajo la administración del General Dumouriez. Expulsado en 1795, fue restaurado en el cargo por Lucien Bonaparte, durante cuya época sirvió como secretario en la prefectura del Alto Marne. Entonces renunció al empleo público permanentemente, para poder dedicar su tiempo al estudio del griego. En 1809 fue designado profesor suplente de griego en la facultad de letras de París y profesor titular en 1813 tras la muerte de Pierre Henri Larcher. En 1828 sucedió a Jean-Baptiste Gail en la silla de griego en el Colegio de Francia. También ostentó los cargos de bibliotecario de la Bibliothèque du Roi, y secretario perpetuo de la Académie des Inscriptions. Boissonade es el padre de Gustave Emile Boissonade.
Boissonade dedicó principalmente su atención a la literatura griega tardía:
- Filóstrato, Heroica (1806) y Epistolae (1842);
- Marino, Vita procli (1814);
- Tiberio Rétor, De Figuris (1815);
- Nicetas Eugeniano, Drosilla et Charicles (1819);
- Herodiano, Partitiones (1819);
- Aristeneto, Epistolae (1822);
- Eunapio, Vitae Sophistarum (1822);
- Babrio, Fables (1844);
- Tzetzes, Allegoriae Iliados (1851);
- una Colección de poetas griegos en 24 tomos.

Las Anecdota Graeca (1829-1833) y Anecdota Nova (1844) son importantes para la historia bizantina y los gramáticos griegos.
Una selección de sus ensayos fue publicada por Ferdinand Colincamp, Critique littéraire sous le premier Empire (1863), vol. I, conteniendo una lista completa de sus obras, y una Notice Historique sur Monsieur B. fue publicada por Joseph Naudet.